# Kapela sv. Ante u Grabovici Gornjoj
Kapela sv. Ante u Grabovici Gornjoj je objekt kulturno-povijesne baštine u ruralnom području Grada Tuzle. Kapela je pod zaštitom države. Zaštićena je baština.
Gornja Grabovica (prije Grabovica Hrvatska) pripada samostanskoj župi sv. Petra i Pavla u Tuzli.